# Muksza
Muksza (ukr. Мукша) – rzeka na Ukrainie, na Wyżynie Podolskiej. Muksza płynie przez rejony dunajowiecki i kamieniecki obwodu chmielnickiego. Jest ona lewym dopływem Dniestru. Źródło rzeki znajduje się na polach wsi Zielińcza (rejon dunajowiecki), płynie przez Bałyn, Humińce, Tarasówkę, do Dniestru wpada w okolicy wsi Wełyka Słobidka (hist. Muksza Wielka).
Muksza, obok rzek Seret, Zbrucz, Żwanczyk i Smotrycz jest jednym z ważniejszych dopływów Dniestru. Rzeki te płyną w charakterystycznych skalnych jarach o stromych zboczach brzegów, podobnych do głównej rzeki Dniestr. Bieg Mukszy charakteryzuje się meandrami. W dolnych biegach niemal wszystkich lewobrzeżnych dopływów, rzeźba terenu jest zbliżona.